# Lake Traverse

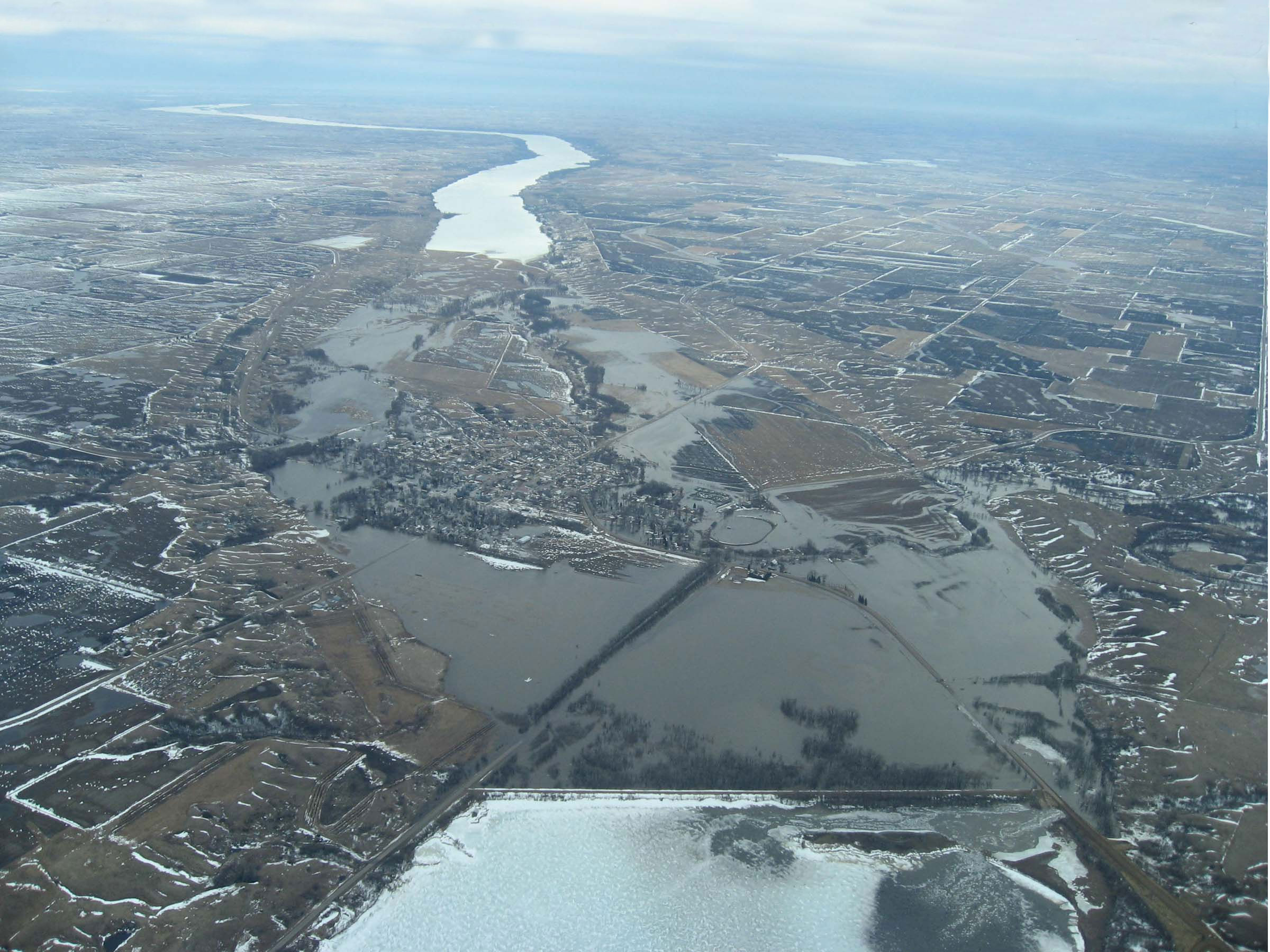
Lake Traverse (nederst) i Hudson Bays avrinningsområde och Big Stone Lake i Mississippiflodens avrinningsområde (överst).

Lake Traverse (franska: Lac Traverse, "över sjön") är en insjö på gränsen mellan Minnesota och South Dakota. Den är den sydligaste sjön i Hudson Bays avrinningsområde.

## Läge och storlek
Lake Traverse ligger i Traverse County, Minnesota och Roberts County, South Dakota. En liten höjdrygg är vattendelare till Big Stone Lake, som ingår i Mississippiflodens avrinningsområde. Lake Traverse avvattnas genom en biflod till Red River. Arean är 22  km².